# Teorema di esistenza di Carathéodory
In matematica, in particolare nell'ambito delle equazioni differenziali ordinarie, il teorema di esistenza di Carathéodory, il cui nome è dovuto a Constantin Carathéodory, è una generalizzazione del teorema di esistenza di Peano. Esso consente di stabilire l'esistenza di soluzioni per un dato problema ai valori iniziali anche nel caso di equazioni differenziali definite da una funzione discontinua (il teorema di esistenza di Peano, invece, si applica al caso in cui la funzione che definisce il problema è una funzione continua).

## Introduzione
Si consideri l'equazione differenziale:
{\displaystyle y'(t)=f(t,y(t))}
con condizione iniziale:
{\displaystyle y(t_{0})=y_{0}}
e si supponga che {\displaystyle f} è definita su un dominio rettangolare della forma:
{\displaystyle R=\{(t,y)\in \mathbb {R} \times \mathbb {R} ^{n}\,:\,|t-t_{0}|\leq a,|y-y_{0}|\leq b\}}
Il teorema di esistenza di Peano stabilisce che se {\displaystyle f} è una funzione continua allora l'equazione possiede almeno una soluzione in un intorno della condizione iniziale.
Risulta tuttavia possibile considerare equazioni in cui {\displaystyle f} non è continua, come la seguente:
{\displaystyle y'(t)=H(t)\qquad y(0)=0}
dove {\displaystyle H} è la funzione gradino di Heaviside:
{\displaystyle H(t)={\begin{cases}0&{\text{if }}t\leq 0\\1&{\text{if }}t>0\end{cases}}}
La funzione rampa:
{\displaystyle y(t)=\int _{0}^{t}H(s)\,\mathrm {d} s={\begin{cases}0&{\text{if }}t\leq 0\\t&{\text{if }}t>0\end{cases}}}
può essere quindi considerata come soluzione, anche se a rigore non soddisfa l'equazione in {\displaystyle t=0}, dove non è differenziabile. Esempi di questo tipo suggeriscono che sia possibile definire una "soluzione allargata", che comprende anche funzioni che non sono differenziabili ovunque. Una funzione {\displaystyle y} è detta essere un prolungamento della soluzione per l'equazione:
{\displaystyle y'=f(t,y)\qquad y(t_{0})=y_{0}}
se {\displaystyle y} è assolutamente continua, soddisfa la condizione iniziale, e soddisfa quasi ovunque l'equazione differenziale. La continuità assoluta di {\displaystyle y} implica l'esistenza delle sue derivate quasi ovunque.

## Enunciato
Data l'equazione differenziale:
{\displaystyle y'(t)=f(t,y(t)),\qquad y(t_{0})=y_{0},}
dove {\displaystyle f} è definita su un dominio rettangolare {\displaystyle R=\{(t,y)\in \mathbb {R} ^{2}:|t-t_{0}|\leq a,|y-y_{0}|\leq b\}.}
Se la funzione {\displaystyle f} soddisfa le seguenti condizioni:
- {\displaystyle f(t,y)} è continua in {\displaystyle y} per ogni fissato {\displaystyle t}.
- {\displaystyle f(t,y)} è misurabile in {\displaystyle t} per ogni fissato {\displaystyle y},
- Esiste una funzione {\displaystyle m(t)} integrabile secondo Lebesgue, con {\displaystyle |t-t_{0}|\leq a}, tale che:

{\displaystyle |f(t,y)|\leq m(t),\qquad \forall (t,y)\in R,}
allora l'equazione differenziale (con la condizione iniziale) è soddisfatta quasi ovunque da una soluzione assolutamente continua.